# Laurent Spielvogel
Laurent Spielvogel (Boulogne-Billancourt, 10 maggio 1955) è un attore francese.

## Filmografia parziale
- Le Sucre, regia di Jacques Rouffio (1978)
- La Banquière, regia di Francis Girod (1980)
- La vita è un romanzo (La Vie est un roman), regia di Alain Resnais (1983)
- Urgence, regia di Gilles Béhat (1985)
- La Galette du roi, regia di Jean-Michel Ribes (1986)
- Max amore mio (Max mon amour), regia di Nagisa Ōshima (1986)
- Le bonheur a encore frappé, regia di Jean-Luc Trotignon (1986)
- Kamikaze, regia di Didier Grousset (1986)
- L'iniziazione, regia di Gianfranco Mingozzi (1987)
- Frantic, regia di Roman Polański (1988)
- Tour d'ivoire, regia di Dominique Belet (1989)
- Ci sono dei giorni... e delle lune (Il y a des jours... et des lunes), regia di Claude Lelouch (1990)
- Après après-demain, regia di Gérard Frot-Coutaz (1990)
- On peut toujours rêver, regia di Pierre Richard (1991)
- Lola Zipper, regia di Ilan Duran Cohen (1991)
- Une journée chez ma mère, regia di Dominique Cheminal (1993)
- Les Braqueuses, regia di Jean-Paul Salomé (1994)
- Il mostro, regia di Roberto Benigni (1994)
- French Kiss, regia di Lawrence Kasdan (1995)
- Di giorno e di notte (Pédale douce), regia di Gabriel Aghion (1996)
- L'orco - The Ogre (Der Unhold), regia di Volker Schlöndorff (1996)
- Que la lumière soit !, regia di Arthur Joffé (1998)
- Ronin, regia di John Frankenheimer (1998)
- Cas clinique, regia di Olivier Laubacher (1999)
- Asterix & Obelix contro Cesare (Astérix et Obélix contre César), regia di Claude Zidi (1999)
- Le Derrière, regia di Valérie Lemercier (1999)
- Épouse-moi, regia di Harriet Marin (2000)
- Un affare di gusto (Une Affaire de goût), regia di Bernard Rapp (2000)
- Deuxième quinzaine de juillet, regia di Christophe Reichert (2000)
- Bloody Mallory, regia di Julien Magnat	(2002)
- La Première Fois que j'ai eu 20 ans, regia di Lorraine Lévy (2002)
- L'un reste, l'autre part, regia di Claude Berri (2005)
- The International (The International) di Tom Tykwer (2009)
- Trésor, regia di Claude Berri e François Dupeyron (2009)
- L'Italien, regia di Olivier Baroux (2010)
- Midnight in Paris , regia di Woody Allen (2011)

### Televisione
- Il commissario Cordier (Les Cordier, juge et flic) – serie TV, 5 episodi (1995-1998)
- Joséphine, ange gardien – serie TV, episodio 12x06 (2009)
- Nome in codice: Rose (Nom de code: Rose), regia di Arnauld Mercadier – film TV (2012)